# 101 (vzdělávání)
Termín 101 se používá pro popis nejzákladnějších znalostí konkrétního tématu nebo pro úvodní materiál či kurz, často určený začátečníkům v dané oblasti.

## Původ
V systémech číslování kurzů amerických univerzit se číslo 101 často používá pro úvodní kurz na úrovni začátečníků v předmětech kateder. Tento společný systém číslování byl navržen tak, aby usnadňoval přenos mezi univerzitami. Teoreticky každý číslovaný kurz by měl v rámci jedné akademické instituce přivést studenta na stejnou úroveň znalostí jako obdobně číslovaný kurz v jiných institucích. 

## Historie
Termín byl poprvé zaveden univerzitou v Buffalu v roce 1929 v rámci seznamu přednáškových kurzů.